# Jombatan (Kesamben)
Jombatan is een bestuurslaag in het regentschap Jombang van de provincie Oost-Java, Indonesië. Jombatan telt 5312 inwoners (volkstelling 2010).